# Едгар Барт
Едгар Барт (на германски Edgar Barth) е бивш пилот от Формула 1. Роден на 26 януари 1917 година в Тум, Германия.

## Формула 1
Едгар Барт прави своя дебют във Формула 1 в голямата награда на Германия през 1953 година. В световния шампионат записва 5 състезания, като не успява да спечели точки. Състезава се за отборите на ЕМВ, Порше и Роб Уокър.